# Pedro Cervantes
Pedro Nuno Coelho Cervantes, né le 13 juillet 1981 à Porto (Portugal), est un footballeur portugais, qui évolue au poste de milieu.

## Biographie
Formé à l'União Leiria, il commence sa carrière professionnelle au Leça Futebol Clube, en 2e division portugaise, lors de la saison 2000-2001.
En 2002, il est transféré à l'AD Ovarense, puis en 2003 il signe en faveur du Naval 1er Mai.
En 2005, il s'engage avec le Leixões SC. Il découvre la 1re division avec ce club lors de la saison 2007-2008.
En 2008, il retrouve son club formateur, l'União Leiria.

## Palmarès
- Liga Vitalis  (D2 portugaise) :
  - Vice-champion en 2009 (UD Leiria).

## Statistiques
À l'issue de la saison 2009-2010
- 32 matchs et 0 but en 1re division portugaise
- 180 matchs et 19 buts en 2e division portugaise